# サタうま!
『サタうま!』 は、2002年10月12日から2011年12月24日まで関西テレビ放送ほか一部FNS系列（西日本地区中心）の土曜深夜に放送されていた競馬関連番組である。放送時間は原則として土曜深夜1:05～1:35（GI主要競走のある時=桜花賞、天皇賞（春・秋）、日本ダービー、宝塚記念、菊花賞、エリザベス女王杯、ジャパンカップ、有馬記念は45分間に拡大する）。
番組は原則として放送当日の土曜日の夕方以降に完パケ収録（撮って出し）していた。また2009年7月ごろより、デジタル完全移行を念頭にアナログ放送もレターボックスサイズで放送されていた。
2011年12月10日深夜の放送において、同年クリスマスの放送を以って終了する旨発表がなされ、9年余りの歴史に幕を下ろすことになった。同枠の東日本における番組が数年単位で変わっていたのとは対照的に長く続いた。後継番組は、シャンプーハットのみが司会として残り、番組晩期に登場するようになった“競馬芸人”の一部を新たなレギュラーに加えた『うまンchu』である。

## 番組の概要
番組は「万馬券倶楽部」といわれる地下組織を舞台に以下に示す出演者がその倶楽部のメンバーとなって、中央競馬日曜日の重賞競走（もしくは関西（一部関東、ローカルあり）で行われるメインレース）を対象にメンバーが推奨する万馬券候補馬をリストアップ。競馬に関した話題も提供。
またビッグレース（日本ダービー、有馬記念など）の直前にはなんばグランド花月を舞台にした公開放送を実施しており、吉本新喜劇とのコラボレーションイベントを実施した。2010年6月には阪神競馬場のパドックを会場とした公開収録が行われた（この当時の関西地区メイン場は中京競馬場の振り替えによる京都競馬場での開催だったが、それでも大勢の競馬ファンが収録に参加したという）。
GI競走シーズン中は視聴者参加の予想企画「100万円夢企画」が行われていた。これは番組で予想するGI競走の中で最も高いオッズで的中するレギュラーメンバーを2005年秋からサタうま!メール会員（それ以前はハガキ）で予想するもので、予想が的中したメール会員の視聴者から1名を選んで視聴者の（競馬に関する）夢を100万円の予算の範囲でかなえようというものである。2007年からは、すべての回の予想バトルに範囲を拡大し「サタうま!三冠は誰だ!!」となった。その三冠とは「万馬券獲得回数」「最高的中オッズ」「通算回収率」の3つで1月 - 6月を前期、7月 - 12月を後期としその半年間で各タイトルごとに1位を獲るのは誰かを当てる。3つすべて的中した人の中から、抽選で選ばれた人にスペシャルプレゼントが当たる（このスペシャルプレゼントの内容は毎回変わる）。
以前の番組『GI前夜祭』（1998年4月 - 2002年6月。ダービー、有馬記念など大きなレースの前夜に不定期で放送されていた）からの伝統で、大きなGI競走（特に八大競走、ジャパンカップなど）があるときは「万馬券倶楽部の特別会員」という位置付けの明石家さんまと杉本清の大予想がVTRとして流れ時間も45分枠に拡大された。なおその年の暮れには深夜に特番として『さんま・清の夢競馬』（1992年から開始）が放送され、その年の自分たちの予想や名シーンを爆笑トークを交えて振り替えったが、こちらもこの番組とともに幕を下ろした。

## 主な的中
- 2006年7月29日に予想した小倉記念でシャンプーハットの小出水が100万馬券となる10146.3倍を300円分的中させ、サタうま!史上最高払戻金である（当時）3,043,890円の払戻金を受け取った。
- 2007年4月14日に予想した皐月賞でてつじが16232.5倍の馬券を的中、5月12日に予想したヴィクトリアマイルで辻本がサタうま!史上最高倍率（当時）である22839.6倍の馬券を的中させた。
- 2008年4月12日に予想した桜花賞でてつじが今までの最高倍率を大きく上回る、3連単70029.2倍の馬券を的中。最高払戻金も更新することになった。なお、その後に“緊急会見”を開き翌日のスポーツ紙の芸能面やテレビでも取り上げられた[5]。

## メール会員制度
インターネット対応携帯電話（各社対応）を持っている視聴者なら誰でも無料で会員になれるもので、出演メンバー（レギュラー、ゲスト）の買い目や番組関連情報、また会員限定の馬券やグッズプレゼントを受けられた。

## 出演者
- シャンプーハット
- 辻本茂雄 - 番組を通じて陣営“公認”の「ディープインパクト応援団長」となった。
- 六車奈々
- 川田重幸（競馬エイト）[6]
- 杉本清（GI特別レギュラー）
- 明石家さんま（GI特別レギュラー）

## VTR出演者
以下の者達はシャンプーハット・小出水のコイちゃん軍団として不定期で取材に行ったりVTRで出演。稀にスタジオ出演もあり。
- ストリーク
- ギャロップ
- ビタミンS
- 極悪連合（モストデンジャラストリオ）
- ベリー・ベリー

コイちゃん軍団に対抗して、辻本の茂ちゃん軍団もある。
- 島木譲二
- 中條健一
- 山田亮
- Mr.オクレ - 出演頻度が特に低い。

## 主なゲスト
これまで多くゲストが出演しているが中でも第226回（フローラステークスの回）の放送では岡安譲アナのほか、当時毎日放送の来栖正之アナと当時読売テレビの森武史アナがそれぞれ局の垣根を越えて出演した。そのほかは以下の通り。
- 的場浩司
- 中丸新将 - 出演時は“サスペンス馬券”という言葉が飛び交う。
- 間寛平 - 出演者の関係で吉本興業所属の芸人（主に大木こだま・ひびき、麒麟、FUJIWARA、ランディーズなど）がよくゲスト出演する。寛平は村上ショージとともに競馬好きとしてその代表格の扱いであり、『DREAM競馬』（2009年12月終了）にも出演回数が多かった。
- 赤星憲広 - プロ野球オフシーズンに出演、他にも阪神タイガースの選手が出演した。
- 三浦大輔 - 上記と同じ、オフシーズン。
- 佐藤藍子

『DREAM競馬』や『競馬beat』歴代司会者の出演も多い。
- 宮川一朗太
- 柳沼淳子
- 高山梨香（テレビ西日本）
- 金子昇

## 同時ネット局
- 東海テレビ（THK、ローカルで特別番組を放送する場合はその番組の後に放送する遅れネットになることあり）
- テレビ新広島（TSS）
- テレビ西日本（TNC）
- 福井テレビ（FTB）（2002年10月-2004年3月27日同時ネット。）

## スタッフ
プロデューサー
- 山岡重行（2006年6月まで）
- 大槻文人（7月から2007年6月まで）
- 飯田健（7月から終了まで）

ディレクター
- 島本元信
- 澤田淳司
- 佐々木晋平